# Henrik Sloth
Henrik Sloth (født 28. august 1963) er en dansk skuespiller.

## Filmografi
- Den blå munk (1998)
- Flugten fra Jante (1999)

### Tv-serier
- Renters rente (1996)
- Ørnen (2004)